# Internationaler Tag zur Abschaffung der Tierversuche
Der Internationale Tag zur Abschaffung der Tierversuche (24. April) ist ein Gedenk- und Aktionstag für Tiere in Tierversuchen, der 1979 von der National Anti-Vivisection Society (NAVS) in Großbritannien etabliert wurde, ursprünglich unter dem Namen World Day for Laboratory Animals. Der Tag soll Aufmerksamkeit für die Millionen von Tieren schaffen, die jährlich weltweit zu wissenschaftlichen Zwecken eingesetzt werden und wird auch "Internationaler Tag des Versuchstiers" genannt.

## Akteure und Veranstalter
1979 in Großbritannien von NAVS eingeführt, organisierte die Tierrechtsorganisation PETA USA 1980 den ersten Protest gegen Tierversuche im Rahmen des Gedenk- und Aktionstags "World Day for Laboratory Animals" in den USA.
Die Eurogroup for Animals, eine europaweit agierende Tierschutzorganisation, spricht vom World Day for Animals in Laboratories. Die Wortwahl Animals in Laboratories im Vergleich zum ursprünglichen Laboratory Animals bringt die Haltung zum Ausdruck, dass Tiere nicht für menschliche Zwecke existieren und nicht als „Labortier“ geboren werden.
Deutsche Organisationen haben diesen Tag seitdem unterschiedlich übersetzt.
Der wissenschaftliche Verein Ärzte gegen Tierversuche e.V. nennt den Tag erstmals 2007  Internationaler Tag zur Abschaffung der Tierversuche. Der Verein listet seit 2013 jährlich alle in Deutschland größeren Aktionen dieses Tages bzw. Aktionsmonats April, die von den Vereins-Ehrenamtlichen und anderen Organisationen unternommen werden.
Die Tierversuchseinrichtungen haben sich diesen Tag umgewidmet, indem sie vom "Internationalen Tag des Versuchstiers" sprechen. Sie fordern dabei nicht die Abschaffung der Tierversuche, sondern benennen, warum sie Tierversuche nicht abschaffen möchten. Dabei betonen sie das 3R-Prinzip (replace, reduce, refine), dessen Anwendung Tierversuche ersetzen, reduzieren und verfeinern soll.
Der Verein Ärzte gegen Tierversuche kritisiert u. a. das seit 1959 bestehende 3R-Prinzip, da dieses Prinzip auf der Annahme beruht, dass der Tierversuch eine prinzipiell sinnvolle Methode sei und eine vollständige Abkehr vom Tierversuch bei diesem Konzept nicht in Erwägung gezogen wird. Demnach spricht der Verein vom "Internationalen Tag zur Abschaffung der Tierversuche" und beruft sich dabei auf wissenschaftliche Argumente gegen Tierversuche.
Auch PETA Deutschland, Albert Schweitzer Stiftung, ARIWA, Menschen für Tierrechte, Tasso und die Tierschutzpartei sprechen vom "Internationalen Tag zur Abschaffung der Tierversuche".

## Geschichte
Der Tag geht auf den Geburtstag von Lord Hugh Dowding (24. April 1882) zurück, der sich im Britischen Oberhaus für den Tierschutz einsetzte.
Lady Dowding gründete bereits 1959 die Tierschutzorganisation Beauty Without Cruelty (BWC). Beide Dowdings waren Vegetarier und Anti-Vivisektionisten. Lady Dowding rief erstmals 1962 den "World Day For Laboratory Animals" ins Leben, um auf die Millionen Tiere hinzuweisen, die jährlich weltweit zu Forschungszwecken eingesetzt werden.
Der Lord Dowding Fund for Humane Research, ein Projekt zur finanziellen Unterstützung tierversuchsfreier Forschung, wurde 1973 von der National Anti-Vivisectionalist Society, deren Präsident Dowding gewesen war, ins Leben gerufen.

## Bedeutung  für die Wissenschaft
Neben dem Fokus auf die unzähligen Tiere, die in Tierversuchen verwendet werden, wird der Tag auch genutzt, um Aufmerksamkeit für die zukunftsweisende humanbasierte Forschung und Wissenschaft zu schaffen. Denn neben der Frage der ethischen Vertretbarkeit von Tierversuchen sind auch Relevanz und Übertragbarkeit tierexperimentell-gewonnener Ergebnisse auf den Menschen hochumstritten.